# Leda Cosmides
Leda Cosmides (Filadélfia, 9 de maio de 1957) é uma psicóloga estadunidense, que, juntamente com o marido antropólogo John Tooby, foi pioneira no campo da psicologia evolucionista.

## Biografia
Cosmides nasceu em uma família grega. Seus pais, George Cosmides e Nasia Cosmides, fundaram a Igreja Ortodoxa Grega de São Jorge em Bethesda, Maryland.
Cosmides estudou biologia no Radcliffe College / Universidade Harvard, recebendo seu bacharelado em 1979. Enquanto estudante de graduação, ela foi influenciada pelo renomado biólogo evolucionista Robert L. Trivers, que foi seu orientador. Em 1985, Cosmides recebeu um PhD em psicologia cognitiva por Harvard. Depois de concluir o trabalho de pós-doutorado com Roger Shepard na Universidade Stanford, ela ingressou no corpo docente da Universidade da Califórnia em Santa Bárbara, em 1991, tornando-se professora titular em 2000.
Em 1992, junto com Tooby e Jerome H. Barkow, Cosmides editou The Adapted Mind: Evolutionary Psychology and the Generation of Culture. Ela e Tooby também co-fundaram e co-dirigem o Centro de Psicologia Evolutiva.
Cosmides recebeu o Prêmio da Associação Americana para o Avanço da Ciência de 1988, o Prêmio Científico Distinto da Associação Americana de Psicologia de 1993 por uma Contribuição em Início de Carreira para a Psicologia, uma Bolsa Guggenheim, o Prêmio Pioneiro do Diretor do National Institutes of Health de 2005 e o Prêmio Jean Nicod de 2020. Em 2023, ela foi eleita para a Academia de Artes e Ciências.

## Publicações
Livros
- Tooby, John; Cosmides, Leda; Barkow, Jerome H. (1995). The Adapted Mind: Evolutionary psychology and the generation of culture (em inglês). Nova Iorque: Oxford University Press
- Cosmides, Leda; Tooby, John (2000). Evolutionary psychology: Foundational papers (em enn). Cambridge, MA: MIT Press
- Cosmides, Leda. Universal Minds Explaining the New Science of Evolutionary Psychology (em inglês). Londres: Weidenfeld & Nicolson

Artigos
- Cosmides, Leda; Tooby, John (7 de março de 1981). «Cytoplasmic inheritance and intragenomic conflict». Journal of Theoretical Biology (em inglês). 89 (1): 83-129. doi:10.1016/0022-5193(81)90181-8
- Cosmides, Leda; Tooby, John (Janeiro de 1987). «From evolution to behavior: Evolutionary psychology as the missing link». Cambridge, MA: MIT Press. The latest on the best: Essays on evolution and optimality (em inglês)
- Cosmides, Leda (Abril de 1989). «.The logic of social exchange: Has natural selection shaped how humans reason? Studies with the Wason selection task». Cognition (em inglês). 31 (3): 187-276
- Cosmides, Leda; Tooby, John (1992). «Cognitive adaptations for social exchange». The adapted mind: Evolutionary psychology and the generation of culture (em inglês). Nova Iorque: Oxford University Press. doi:10.1093/oso/9780195060232.003.0004
- Cosmides, Leda; Tooby, John (2003). «Evolutionary psychology: Theoretical Foundations». Londres: Macmillan. Encyclopedia of Cognitive Science (em inglês)
- Cosmides, Leda; Tooby, John (2005). «Evolutionary psychology: Theoretical Foundations». Nova Iorque: Wiley. Handbook of Evolutionary Psychology (em inglês)
- Tooby, John; Cosmides, Leda. «Evolution Psychology». In:  Hamowy, Ronald. Evolution Psychology (em inglês). Thousand Oaks, CA: The Encyclopedia of Libertarianism. pp. 158–161. ISBN 978-1412965804. LCCN 2008009151. OCLC 750831024. doi:10.4135/9781412965811.n99